# Nota bene (singolo)
Nota bene è un singolo della cantante italiana Margherita Vicario pubblicato il 12 aprile 2013, primo estratto dall'EP Esercizi preparatori.
Singolo di debutto della cantautrice romana, è stato realizzato per l'etichetta Fiorirari con produzione artistica di Roberto Angelini e Daniele "Mr. Coffee" Rossi, con arrangiamenti degli GnuQuartet. Grazie al brano, Vicario è stata inserita nella rosa dei finalisti della XXIV edizione di Musicultura.

## Tracce
Testi di Margherita Vicario.
1. Nota bene – 3:35